# Роджер Дельгадо
Роджер Цезар Маріус Бернар де Дельгадо Торрес Кастільо Роберто  (1 березня 1918  — 18 червня 1973) англійський актор, найвідоміший завдяки його ролі першого Майстра в британському телесеріалі «Доктор Хто».

## Біографія
Він народився 1 березня 1918 року в Вайтчепл, в Іст-Енді Лондона. Сам Дельгадо часто зазначав своєму близькому другу та колезі по серіалу Доктор Хто Джону Пертві, що він є справжнім кокні
Роджер Дельгадо загинув у Туреччині. На зйомках своєї першої комедійній ролі у фільмі «Дзвін Тибету». Він розбився разом з двома турецькими техніками фільму, коли водій автомобіля, в якому він їхав, не впорався з керуванням та злетів з дороги в яр. Роджер Дельгадо загинув на 55 році життя 18 червня 1973 року. 

## Кар'єра
Дельгадо наполегливо працював на британській сцені і на ТБ, кіно та радіо. Він з'явився 1955 року в телесеріалі BBC «Quatermass II», зіграв роль у військовій драмі «Battle of the River Plate» (1956), і звернув на себе увагу глядачів Англії, коли грав іспанського посланника Мендоса в серіалі «Сер Френсіс Дрейк» (1961/62), після чого користувався великим попитом у режисерів. Дельгадо часто грає лиходіїв, з'являється у багатьох пригодницьких серіалах на британському телебаченні, в тому числі «Чемпіони» (1969), «Небезпечна людина» (1961), «Святий» (1962, 1966) та «Рендалл та Хопкірк» (1969). В цілому він 16 разів виступив у ролі гостя в шоу ITC. Він також з'явився в «Месниках» (1961, 1969), «Грі у владу» (1966) та «Перехресному вогні» (1967). 
Він почав зніматися в серіалі «Доктор Хто» наприкінці 1970. Перша поява його героя відбулося в січні 1971 в епізоді «Терор автонів». Після цього він виконував роль Майстра у багатьох серіях з третім Доктором. Історія Майстра повинна була завершитися в епізоді "Остання гра", проти він так і не був знятий через раптову загибель актора. Натомість Майстер скоро повернувся у серіал у виконанні Ентоні Ейнлі. З того часу роль Майстра зіграло ще декілька акторів, у тому числі Дерек Джейкобі та Джон Сімм. 